# Брайтон, Джордж
Джо́рдж Бра́́йтон (англ. George Brayton, 3 октября 1830, Род-Айленд — 17 декабря 1892 Бостон, США) — американский инженер-механик. Изобретатель одного из первых вариантов поршневого двигателя внутреннего сгорания, термодинамический цикл которого, названный циклом Брайтона, впоследствии был использован для описания рабочих процессов некоторых типов тепловых двигателей непрерывного действия — газотурбинных и воздушно-реактивных.

## Двигатель Брайтона
В 1872 году Брайтон запатентовал двухтактный, двухцилиндровый двигатель внутреннего сгорания, который он назвал «Ready Motor», что можно перевести как «мотор постоянной готовности». Это название оправдывалось тем, что двигатель использовал керосин в качестве топлива. Поэтому он не нуждался ни в разогреве котла, как паровые машины, ни в запуске газогенератора, как газовый двигатель Ленуара. Один цилиндр с поршнем двигателя Брайтона выполнял функцию компрессора, нагнетавшего воздух в камеру сгорания, в которую непрерывно поступал и сгорал керосин, с образованием горячего газообразного рабочего тела под давлением. Рабочее тело, через золотниковый механизм поступало во второй — рабочий цилиндр, поршень которого работал так же как в паровой машине Уатта, вращая вал через кривошипно-шатунный механизм. Поршень компрессора приводился в движение от вала так же через посредство кривошипно-шатунного механизма.
Двигатель Брайтона обладал гораздо лучшими показателями удельной мощности и экономичности, чем двигатель Ленуара, и ему не нужна была система электрозажигания, но была проблема, удачного технического решения которой не удавалось найти — создание достаточного давления в камере сгорания для начала работы двигателя. Появившийся почти в то же время двигатель Отто стал доминирующим на этом рынке и вытеснил всех конкурентов, в том числе и «Ready Motor».